# سفارة الولايات المتحدة في كندا
سفارة الولايات المتحدة في كندا هي أرفع تمثيل دبلوماسي لدولة الولايات المتحدة لدى كندا. تقع السفارة في أونتاريو وهي تهدف لتعزيز المصالح الأمريكية في كندا.

## وصلات خارجية
- الموقع الرسمي
- قائمة سفارات الولايات المتحدة
- قائمة السفارات في كندا